# Oxyspora stellulata
Oxyspora stellulata är en tvåhjärtbladig växtart som beskrevs av George King. Oxyspora stellulata ingår i släktet Oxyspora och familjen Melastomataceae. Inga underarter finns listade i Catalogue of Life.